# قضیه مورلی

قضیهٔ مورلی قضیه‌ای در هندسه مسطحه است که می‌گوید: در هر مثلث نقاط تقاطع خطوط تثلیث کنندهٔ گوشه‌های مثلث، مثلث متساوی الاضلاع می‌سازد.
فرانک مورلی این قضیه را در سال ۱۸۹۹ اثبات کرد. این قضیه تعمیم‌های بسیاری دارد مثلاً اگر هرکدام از خطوط تثلیث کنندهٔ گوشه‌های مثلث امتداد دهیم چهار مثلث متساوی الاضلاع تشکیل می‌شود.